# Dichorisandra
Dichorisandra é um género botânico pertencente à família Commelinaceae.
Dichorisandra - esta planta é de regiões tropicais e sub-tropicais de todo o mundo. Floresce sempre no fim do verão, em cachos pontiagudos e vistosos. Há espécies de cores diferentes: branca, rósea, roxo-violeta. As folhas são alongadas e de um verde escuro. Deve ser plantada em local abrigado e com solo úmido. Existem duas espécies originárias do Brasil: a Dichorisandra siebertii e a Dichorisandra thyrsiflora, ambas de flores roxo-violeta. 